# George Armitage Miller

George Armitage Miller (Charleston, 3 de febrero de 1920 - Plainsboro, 22 de julio de 2012) fue un psicólogo estadounidense pionero en el campo de la psicología cognitiva. También contribuyó al nacimiento de la psicolingüística . Miller escribió varios libros y dirigió el desarrollo de WordNet , una base de datos de enlace de palabras en línea utilizable por programas de computadora. Fue autor del trabajo, "El mágico número siete, más o menos dos", en el que observó que muchos hallazgos experimentales diferentes considerados en conjunto revelan la presencia de un límite promedio de siete para la capacidad de la memoria humana a corto plazo que los humanos pueden procesar. Este documento es citado con frecuencia por psicólogos y en la cultura en general. Miller ganó numerosos premios, incluida la Medalla Nacional de Ciencias .

## Biografía
Nació en Charleston (Virginia Occidental, Estados Unidos). Se licenció en 1941 en la Universidad de Alabama con un máster en patología del lenguaje, y siguió sus estudios de doctorado en psicología en Harvard, en el laboratorio Psicoacústico de Stanley Smith Stevens, junto con Jerome Bruner y Gordon Allport. La Segunda Guerra Mundial estaba entonces en su apogeo y el laboratorio tuvo que realizar operaciones militares como el bloqueo de señales de radio. En 1951 dejó Harvard por el Instituto Tecnológico de Massachusetts (MIT), para posteriormente regresar a Harvard en 1955, donde colaboró estrechamente con Noam Chomsky. El libro el mágico número siete es en donde habla del estudio de la memoria a corto plazo. La capacidad de almacenamiento de la memoria a corto plazo era de siete mas-menos dos ítems de información. En 1961 cofundó el Centro de Estados Cognitivos de Harvard. Fue profesor de psicología en la Universidad Rockefeller (Nueva York) y en Princeton. En 1991 recibió la Medalla nacional de las Ciencias.

## Principales contribuciones
Miller comenzó su carrera en un período en el que el conductismo dominaba la investigación psicológica.  Se argumentaba que los procesos observables son el tema propio de la ciencia, que la conducta es observable y los procesos mentales no. Por lo tanto, los procesos mentales no eran un tema adecuado para el estudio. Miller no estaba de acuerdo.  Él y otros, como Jerome Bruner y Noam Chomsky, fundaron el campo de la Psicología Cognitiva, que aceptaba el estudio de los procesos mentales como algo fundamental para comprender el comportamiento complejo.  En los años siguientes, este enfoque cognitivo sustituyó en gran medida al conductismo como marco que rige la investigación en psicología.

### Memoria de trabajo
Desde los días de William James, los psicólogos habían distinguido la corto plazo de la memoria a largo plazo. Aunque la memoria a corto plazo parecía ser limitada, no se conocían sus límites. En 1956, Miller puso un número a ese límite en el artículo "The magical number seven, plus or minus two". Obtuvo este número a partir de tareas como pedir a una persona que repitiera un conjunto de dígitos, presentar un estímulo y una etiqueta y exigir que recordara la etiqueta, o pedir a la persona que contara rápidamente las cosas de un grupo.  En los tres casos, Miller descubrió que el límite medio era de siete elementos. Más tarde tuvo sentimientos encontrados sobre este trabajo, ya que consideraba que a menudo había sido mal citado, y sugirió en broma que estaba siendo perseguido por un número entero. Miller inventó el término "chunk" (trozo) para caracterizar la forma en que los individuos podían hacer frente a esta limitación de la memoria, reduciendo efectivamente el número de elementos mediante su agrupación. Un trozo puede ser una sola letra, una palabra conocida o incluso una unidad familiar más grande. Estas ideas, y otras relacionadas, influyeron fuertemente en el incipiente campo de la psicología cognitiva.

### WordNet
Durante muchos años, a partir de 1986, Miller dirigió el desarrollo de WordNet, una gran referencia electrónica legible por ordenador y utilizable en aplicaciones como motores de búsqueda, que fue creada por un equipo que incluía a Christiane Fellbaum, entre otros. Wordnet es un gran base de datos léxica que representa la memoria semántica humana en inglés. Su bloque de construcción fundamental es un synset, que es una colección de sinónimos que representan un concepto o idea. Las palabras pueden estar en varios synsets. Toda la clase de synsets se agrupa en sustantivos, verbos, adjetivos y adverbios por separado, existiendo enlaces sólo dentro de estos cuatro grandes grupos pero no entre ellos. Más allá de un tesauro, WordNet también incluye relaciones entre palabras, como las relaciones parte/todo y las jerarquías de inclusión. Aunque no pretendía ser un diccionario, a Wordnet se le añadieron muchas definiciones breves con el paso del tiempo. Miller y sus colegas habían planeado la herramienta para probar las teorías psicolingüísticas sobre cómo los humanos usan y entienden las palabras. Más tarde, Miller también colaboró estrechamente con el empresario Jeff Stibel y los científicos de Simpli.com Inc. en un motor de búsqueda de palabras clave basado en WordNet. Wordnet ha demostrado ser extremadamente influyente a escala internacional. Ahora ha sido emulada por redes de palabras en muchos idiomas diferentes.

### La psicología del lenguaje
Miller es uno de los fundadores de la psicolingüística, que vincula el lenguaje y la cognición en el análisis de la creación y el uso del lenguaje.  Su libro de 1951 Lenguaje y comunicación se considera seminal en este campo. Su libro posterior, The Science of Words (1991) también se centró en la psicología del lenguaje. Junto con Noam Chomsky publicó trabajos sobre los aspectos matemáticos y computacionales del lenguaje y su sintaxis, dos nuevas áreas de estudio. Miller también estudió la comprensión humana de palabras y frases, un problema al que también se enfrenta la tecnología de reconocimiento del habla artificial. El libro Planes y la estructura del comportamiento (1960), escrito con Eugene Galanter y Karl H. Pribram, exploró cómo los humanos planifican y actúan, tratando de extrapolar esto a cómo un robot podría ser programado para planificar y actuar. Miller también es conocido por acuñar la Ley de Miller: "Para entender lo que dice otra persona, hay que asumir que es verdad y tratar de imaginar de qué podría ser verdad".

## Obras de su autoría
- George A. Miller; Eugene Galanter; Karl H. Pribram (1960). Plans and the Structure of Behavior. Henry Holt & Co. (requiere registro).
- — (1963). Language and Communication. McGraw Hill. (requiere registro).
- — (1965). Mathematics and Psychology (Perspectives in Psychology). John Wiley & Sons. ISBN 9780471604082.
- Frank Smith; George A. Miller, eds. (1966). The genesis of language; a psycholinguistic approach; proceedings of a conference on language development in children. The MIT Press. (requiere registro).
- Frank Smith; George A Miller (1968). The Genesis of Language: A Psycholinguistic Approach. The MIT Press. ISBN 978-0262690225.
- George A. Miller, ed. (1973). Communication, Language and Meaning (Perspectives in Psychology). Basic Books. ISBN 9780465128334. (requiere registro).
- — (1974). Linguistic Communication: Perspectives for Research. International Reading Association. ISBN 978-0872079298.
- — (1975). The Psychology of Communication. Harper Androw-1975. ISBN 978-0465097074.
- George A. Miller; Philip N Johnson-Laird (1976). Language and Perception. Harvard University Press. ISBN 978-0674509474.
- Morris Halle; Joan Bresnan; George A. Miller, eds. (1978). Linguistic theory and psychological reality. The MIT Press. ISBN 978-0262080958. (requiere registro).
- George A. Miller; Elizabeth Lenneberg, eds. (1978). Psychology and biology of language and thought : essays in honor of Eric Lenneberg. Academic Press. ISBN 978-0124977501.
- Oscar Grusky; George A. Miller, eds. (1981). Sociology of Organizations (2nd edición). Free Press. ISBN 9780029129302.
- Ned Joel Block; Jerrold J. Katz; George A. Miller, eds. (1981). Readings in Philosophy of Psychology, Volume II. Harvard University Press. ISBN 9780674748781. (requiere registro).
- George A. Miller; Eugene Galanter; Karl H. Pribram (1986). Plans and the Structure of Behavior. Adams Bannister Cox Pubs. ISBN 978-0937431009.
- — (1987). Spontaneous Apprentices: Children and Language (Tree of Life). Seabury Press. ISBN 978-0816493302.
- — (1987). Language and Speech. W H Freeman & Co (sd). ISBN 978-0716712978.
- — (1991). Psychology: The Science of Mental Life. Penguin Books Ltd. ISBN 9780140134896.
- — (1991). The Science of Words. W H Freeman & Co. ISBN 978-0716750277.

## Premios
- Distinguished Scientific Contribution award de la American Psychological Association (APA) in 1963.[13]
- Distinguished Service award de la American Speech and Hearing Association, 1976.[13]
- Award in Behavioral Sciences de la New York Academy of Sciences, 1982.[13]
- Guggenheim fellow en 1986.[13]
- William James fellow de la American Psychological Society, 1989.[13]
- Hermann von Helmholtz award del Cognitive Neurosciences Institute, 1989.[13]
- Gold Medal de la American Psychological Foundation in 1990.[13]
- National Medal of Science de la Casa Blanca, 1991.[13]
- Louis E. Levy medal del Franklin Institute, 1991.[13]
- International Prize de la Fyssen Foundation, 1992.[13]
- William James Book award de la APA Division of General Psychology, 1993.[13]
- John P. McGovern award from the American Association for the Advancement of Science, 2000.[13]
- Outstanding Lifetime Contribution to Psychology award de la APA in 2003.[13]
- Antonio Zampolli Prize de la European Languages Research Association, 2006.[14]